# Днепровский государственный аграрно-экономический университет
Днепровский государственный аграрно-экономический университет (ДГАЭУ) (укр. Дніпровський державний аграрно-економічний університет (ДДАЕУ)) — высшее учебное заведение сельского хозяйства в городе Днепр. Имеет 4-й уровень аккредитации Министерства образования Украины.

## История

### Ранние годы
Основан 11 сентября 1922 года по решению Управления образованием УССР на базе кафедры зоотехники Киевского политехнического института как Киевский ветеринарно-зоотехнический институт. Состоял изначально из ветеринарного и зоотехнического факультетов. 
В 1930 году на базе зоотехнического факультета был создан Киевский зоотехнический институт, который постановлением совнаркома УССР от 19 апреля 1934 года был перебазирован в Днепропетровск. Директором института стал М. А. Селех.
В октябре 1934 года был открыт агрономический факультет, что привело к очередному переименованию в Днепропетровский сельскохозяйственный институт (ДСХИ). Через год начало функционировать заочное обучение на агрономическом и зоотехническом факультете. Ранее до 1940 года работу заочного отделения контролировал Украинский институт заочного обучения, функции которого позднее перешли к дирекции ДСХИ.
За период с 1920 по 1939 годы институтом было подготовлено 2 тысячи зоотехников и агрономов, а также примерно столько же специалистов по управлению сельским хозяйством. Из числа студентов 18 впоследствии получили звание профессоров, 6 — докторов наук, 13 — кандидатов наук и 19 — доцентов.

### Вторая мировая война
В начале войны руководство института и большая часть студентов были эвакуированы в Саратов. Вместе с тем все студенты были призваны в ряды РККА. Тем временем в Днепропетровске по указу немецкой администрации был открыт Днепропетровский украинский государственный университет, который состоял из 6 факультетов (одним из них был сельскохозяйственный). Факультет сельского хозяйства состоял из шести кафедр, среди которых были кафедры общего земледелия, геодезии и разведения сельскохозяйственных животных. В декабре 1942 года университет прекратил своё существование, а 25 октября 1943 года ДСХИ вернулся обратно в Днепропетровск (советские войска освободили город). В ноябре 1943 года там обучалось изначально всего семь человек.

### Послевоенные годы и до середины 1980-х
В 1947 году в институте работала 21 кафедра и 71 человек из профессорско-преподавательского состава. В этот период институт начал подготовку кадров на заочном обучении. 
Постановлением Совета Министров СССР в сентябре 1951 года открылся гидромелиоративный факультет. В 1955 году зоотехнический факультет был переведён в Каменец-Подольский сельскохозяйственный институт, факультет гидромелиорации в Киевский гидромелиоративный институт, а из Крымского сельскохозяйственного института был переведён факультет механизации сельского хозяйства, который и планировалось в перспективе оставить как единственный.
В 1960 году в институте открылся экономический факультет. 
В 1970 году на должность ректора был назначен Александр Александрович Колбасин. Открылось подготовительное отделение для абитуриентов, где слушатели имели возможность углубить свои знания по физике, математике, биологии, языкам, химии, информатике и другим дисциплинам. 

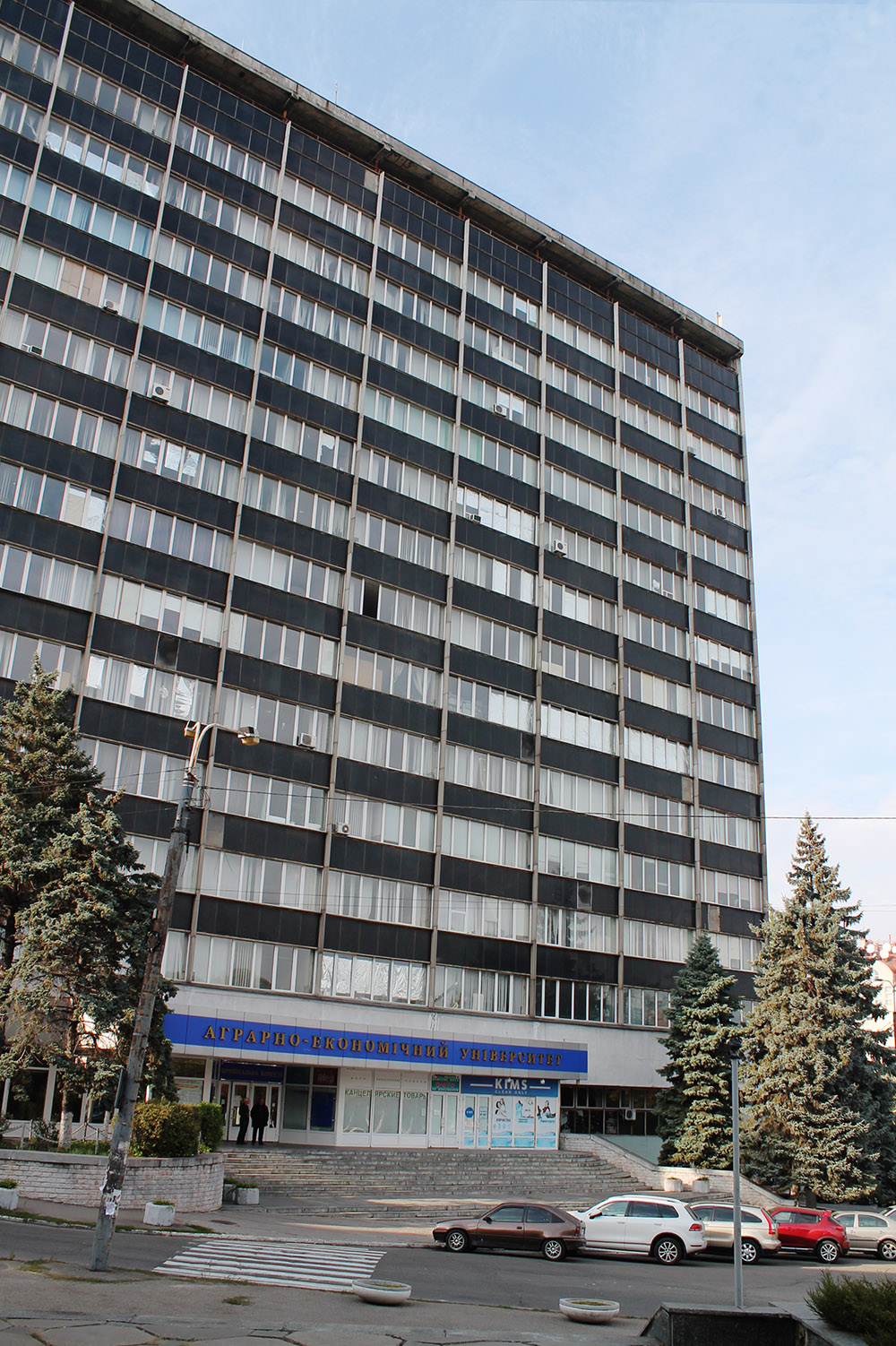
Новый корпус университета

В 1975 году восстановил свою работу зоотехнический факультет, в 1979 году — гидромелиоративный факультет. В 1975—1976 годах было завершено строительство и освоение учебного корпуса № 2, в 1980 году начал работу ветеринарный факультет, для размещения которого институт было передано здание городской ветеринарной клиники и учебного корпуса школы мастеров сельского строительства. Параллельно в 1980—1983 годах началось строительство общежитий под номерами 2, 3, 4 и 6. В 1983 году институт был награждён Орденом Трудового Красного Знамени.

### С конца 1980-х по наши дни
Во второй половине 1980-х началась работа по формированию учебно-научного комплекса на базе ВУЗа, которую не удалось завершить в СССР. 
14 мая 1991 года институт был переименован в Днепропетровский государственный аграрный университет. 
В 1995 году был открыт институт последипломного обучения, а с 1996 года функционирует магистратура. 
В 2014 году аграрный университет переименовали на аграрно-экономический.